# In The Cut
In the Cut là một bộ phim bí ẩn và khiêu dâm do Jane Campion đạo diễn và viết kịch bản, có sự tham gia của dàn sao Meg Ryan, Mark Ruffalo và Jennifer Jason Leigh. Kịch bản của Campion chuyển thể từ cuốn tiểu thuyết cùng tên của Susanna Moore. Phim tập trung vào một giáo viên trung học dạy tiếng Anh bị mắc kẹt với một thanh tra đang điều tra vụ giết người hàng loạt khủng khiếp tại khu Manhattan của cô.
Phim nhận được bản phát hành giới hạn vào ngày 22 tháng 10 năm 2003 tại Hoa Kỳ và sau đó được đưa bản phát hành mở rộng vào dịp Halloween cùng năm đó ở cả Hoa Kỳ và Vương quốc Anh. Phim cũng nhận được vô vàn đánh giá trái chiều từ giới phê bình.